# Nizami Paşayev
Nizami Paşayev (Gədəbəy, URSS, 2 de febrero de 1981) es un deportista azerbaiyano que compitió en halterofilia
Ganó cuatro medallas en el Campeonato Mundial de Halterofilia entre los años 2001 y 2009, y dos medallas en el Campeonato Europeo de Halterofilia, oro en 2001 y bronce en 2002.

## Palmarés internacional
| Campeonato Mundial | Campeonato Mundial     | Campeonato Mundial | Campeonato Mundial |
| Año                | Lugar                  | Medalla            | Categoría          |
| ------------------ | ---------------------- | ------------------ | ------------------ |
| 2001               | Antalya (Turquía)      | Medalla de plata   | 94 kg              |
| 2002               | Varsovia (Polonia)     | Medalla de oro     | 94 kg              |
| 2005               | Doha (Catar)           | Medalla de oro     | 94 kg              |
| 2009               | Goyang (Corea del Sur) | Medalla de oro     | 94 kg              |
| Campeonato Europeo |                        |                    |                    |
| Año                | Lugar                  | Medalla            | Categoría          |
| 2001               | Trenčín (Eslovaquia)   | Medalla de oro     | 94 kg              |
| 2002               | Antalya (Turquía)      | Medalla de bronce  | 94 kg              |